# Thomas T. Goldsmith Jr.
Pour les articles homonymes, voir Goldsmith.
Thomas Toliver Goldsmith Jr. (9 janvier 1910 – 5 mars 2009) était un pionnier de la télévision américaine, le co-inventeur du premier appareil électronique à utiliser un tube cathodique, le Cathode-ray tube amusement device, et un professeur de physique à l'université Furman

## Description
Goldsmith est né à Greenville, Caroline du Sud, le 9 janvier 1910. Ses parents étaient Thomas et Charlotte Goldsmith, un courtier immobilier et une pianiste de concert. Durant son adolescence, il construit des récepteurs de radio à cristal, et continue sa passion pour l'ingénierie en obtenant des diplômes à l'université Furman située à Greenville. Il reçoit son B.S. en physique à l'université Furman de Greenville en 1931, et son Philosophiæ doctor de l'université Cornell 1936 grâce à la construction d'un oscilloscope lors de sa recherche doctorale, sous la supervision de Frederick Bidell. En 1947, il crée avec Estle Ray Mann le Cathode-ray tube amusement device, premier appareil électronique à utiliser un tube cathodique. Après avoir été diplômé à Cornell, il devient directeur de la recherche chez DuMont Laboratories dans le New Jersey, et après 1953, il en devient vice président. Il a présidé le Synchronization Panel du National Television System Committee et aussi la Radio Manufacturers Association Committee on Cathode-Ray Tubes. Il devient également l'ingénieur en chef de la DuMont Television Network, de la chaine WTTG (nommé avec ses initiailes), autrefois dans le réseau DuMont. En 1966, il quitte DuMont pour devenir professeur de physique à Furman, et prend sa retraite pour devenir un professeur émérite en 1975. Goldsmith décède le 5 mars 2009 à Lacey, Washington, à l'âge de 99 en raison d'une fracture de la hanche menant à une infection,,,,,,,,,,,,.